# Diacria (Marte)
Diacria  è una caratteristica di albedo della superficie di Marte.